# Brachythecium konoi
Brachythecium konoi är en bladmossart som beskrevs av Brotherus in Ko-no 1906. Brachythecium konoi ingår i släktet gräsmossor, och familjen Brachytheciaceae. Inga underarter finns listade i Catalogue of Life.